# HET liga 2017/18
De HET liga 2017/18 was het 25e seizoen van het Tsjechisch nationaal voetbalkampioenschap. Het ging van start op 28 juli 2017 en eindigde op 26 mei 2018.

## Clubs
16 Clubs spelen het seizoen 2017/18 in de HET liga. Uit Praag komen maar liefst vier clubs. De regio's Hradec Králové, Karlsbad, Pardubice en Zuid-Bohemen leveren dit seizoen geen clubs op het hoogste niveau.
| Club                 | Stad               | Stadion                                     | Afbeelding | Opening | Capaciteit |
| -------------------- | ------------------ | ------------------------------------------- | ---------- | ------- | ---------- |
| FC Baník Ostrava     | Ostrava            | Městský stadion v Ostravě-Vítkovicích       |            | 1938    | 15.275     |
| Bohemians 1905 Praag | Vršovice, Praag    | Ďolíček                                     |            | 1932    | 5000       |
| FK Dukla Praag       | Dejvice, Praag     | Na Julisce                                  |            | 1960    | 8150       |
| FC Fastav Zlín       | Zlín               | Stadion Letná                               |            | 1926    | 6089       |
| FK Jablonec          | Jablonec nad Nisou | Stadion Střelnice                           |            | 1955    | 6108       |
| MFK Karviná          | Karviná            | Městský stadion Karviná                     |            | 2016    | 4862       |
| FK Mladá Boleslav    | Mladá Boleslav     | Městský stadion Mladá Boleslav              |            | 2005    | 5000       |
| SK Sigma Olomouc     | Olomouc            | Andrův stadion                              |            | 1940    | 12.541     |
| SK Slavia Praag      | Vršovice, Praag    | Eden Aréna                                  |            | 2008    | 20.800     |
| 1. FC Slovácko       | Uherské Hradiště   | Městský fotbalový stadion Miroslava Valenty |            | 2003    | 8000       |
| FC Slovan Liberec    | Liberec            | Stadion u Nisy                              |            | 1934    | 9900       |
| AC Sparta Praag      | Bubeneč, Praag     | Generali Arena                              |            | 1917    | 18.944     |
| FK Teplice           | Teplice            | Stadion Na Stínadlech                       |            | 1973    | 18.221     |
| FC Viktoria Pilsen   | Pilsen             | Stadion města Plzně                         |            | 1955    | 11.700     |
| FC Vysočina Jihlava  | Jihlava            | Stadion v Jiráskově ulici                   |            | 1948    | 4155       |
| FC Zbrojovka Brno    | Brno               | Městský fotbalový stadion Srbská            |            | 1949    | 10.785     |

## Stand
|     | Club                 | WG | W  | G  | V  | DV | DT | P  |                                               |
| --- | -------------------- | -- | -- | -- | -- | -- | -- | -- | --------------------------------------------- |
| 1.  | FC Viktoria Pilsen   | 30 | 20 | 6  | 4  | 55 | 23 | 66 | Groepsfase UEFA Champions League 2018/19      |
| 2.  | SK Slavia Praag1, 3  | 30 | 17 | 8  | 5  | 50 | 19 | 59 | Derde voorronde UEFA Champions League 2018/19 |
| 3.  | FK Jablonec4         | 30 | 16 | 8  | 6  | 49 | 27 | 56 | Eerste ronde UEFA Europa League 2018/19       |
| 4.  | SK Sigma Olomouc2    | 30 | 15 | 10 | 5  | 41 | 22 | 55 | Derde voorronde UEFA Europa League 2018/19    |
| 5.  | AC Sparta Praag      | 30 | 14 | 11 | 5  | 43 | 25 | 53 | Tweede voorronde UEFA Europa League 2018/19   |
| 6.  | FC Slovan Liberec    | 30 | 13 | 7  | 10 | 37 | 35 | 46 |                                               |
| 7.  | Bohemians Praag 1905 | 30 | 9  | 11 | 10 | 30 | 29 | 38 |                                               |
| 8.  | FK Teplice           | 30 | 8  | 10 | 12 | 32 | 40 | 34 |                                               |
| 9.  | FK Mladá Boleslav    | 30 | 9  | 7  | 14 | 31 | 43 | 34 |                                               |
| 10. | FC Fastav Zlín       | 30 | 8  | 9  | 13 | 31 | 48 | 33 |                                               |
| 11. | FK Dukla Praag       | 30 | 9  | 5  | 16 | 32 | 55 | 32 |                                               |
| 12. | 1. FC Slovácko       | 30 | 6  | 13 | 11 | 23 | 32 | 31 |                                               |
| 13. | FC Baník Ostrava2    | 30 | 7  | 10 | 13 | 36 | 43 | 31 |                                               |
| 14. | MFK Karviná          | 30 | 7  | 9  | 14 | 32 | 40 | 30 |                                               |
| 15. | FC Vysočina Jihlava  | 30 | 8  | 6  | 16 | 30 | 48 | 30 | Degradatie naar de Fortuna národní liga       |
| 16. | FC Zbrojovka Brno    | 30 | 6  | 6  | 18 | 20 | 43 | 24 | Degradatie naar de Fortuna národní liga       |

1 SK Slavia Praag was in dit seizoen de titelverdediger. 

2 SK Sigma Olomouc en FC Baník Ostrava waren in dit seizoen nieuwkomers, zij speelden in het voorgaande seizoen niet op het hoogste niveau van het Tsjechische voetbal. 

3 SK Slavia Praag was de winnaar van de Tsjechische beker van dit seizoen. 

4 Omdat de bekerwinnaar SK Slavia Praag zich via de competitie al had geplaatst voor de derde voorronde van de Champions League wordt het startbewijs voor de eerste ronde van de Europa League doorgeschoven naar nummer 3 en bekerfinalist FK Jablonec.

## Statistieken

### Topscoreres
16 doelpunten
- Michal Krmenčík (FC Viktoria Pilsen)

11 doelpunten
- Milan Škoda (SK Slavia Praag)
- Stanislav Tecl (FK Jablonec 8 / SK Slavia Praag 3)
- Jakub Plšek (SK Sigma Olomouc)

10 doelpunten
- David Vaněček (FK Teplice)
- Matěj Pulkrab (FC Slovan Liberec)
- Dāvis Ikaunieks (FC Vysočina Jihlava)

9 doelpunten
- Milan Baroš (FC Baník Ostrava)
- Josef Šural (AC Sparta Praag)
- Tomáš Wágner (MFK Karviná)

### Assists
11 assists
- Jan Kopic (FC Viktoria Pilsen)

7 assists
- Josef Hušbauer (SK Slavia Praag)
- Michal Trávník (FK Jablonec)
- Lukáš Masopust (FK Jablonec)

6 assists
- Martin Zeman (FC Viktoria Pilsen)
- Jan Krob (FK Teplice)
- Jakub Podaný (FK Dukla Praag)
- Michael Krmenčík (FC Viktoria Pilsen)
- Roman Potočný (FC Slovan Liberec)
- D.C. De Azevedo (FC Baník Ostrava)
- Dāvis Ikaunieks (FC Vysočina Jihlava)[2]

1993/94 · 1994/95 · 1995/96 · 1996/97 · 1997/98 · 1998/99 · 1999/00 · 2000/01 · 2001/02 · 2002/03 · 2003/04 · 2004/05 · 2005/06 · 2006/07 · 2007/08 · 2008/09 · 2009/10 · 2010/11 · 2011/12 · 2012/13 · 2013/14 · 2014/15 · 2015/16 · 2016/17 · 2017/18 · 2018/19 · 2019/20 · 2020/21 · 2021/22 · 2022/23 · 2023/24
Nationale competities:
Albanië · Andorra · Armenië · België · Bosnië en Herzegovina · Bulgarije · Cyprus · Denemarken · Duitsland · Engeland · Estland ('17 '18) · Faeröer ('17 '18) · Finland ('17 '18) · Frankrijk · Gibraltar · Griekenland · Hongarije · IJsland ('17 '18) · Ierland ('17 '18) · Israël · Italië · Kazachstan ('17 '18) · Kroatië · Letland ('17 '18) · Litouwen ('17 '18) · Luxemburg · Macedonië · Malta · Moldavië ('17 '18) · Montenegro · Nederland · Noord-Ierland · Noorwegen ('17 '18) · Oekraïne · Oostenrijk · Polen · Portugal · Roemenië · Rusland · San Marino · Schotland · Servië · Slovenië · Slowakije · Spanje · Tsjechië · Turkije · Wales · Zweden ('17 '18) · Zwitserland
Europese competities: Super Cup 2017 · Champions League · Europa League